# Musica da Ripostiglio
I Musica da Ripostiglio sono un gruppo musicale pop-swing italiano formatosi a Grosseto nel 2009. Il gruppo è formato da Luca Pirozzi (voce, chitarra, banjo), Luca Giacomelli (chitarra), Raffaele Toninelli (contrabbasso), Emanuele Pellegrini (batteria e percussioni).

## Storia

### Gli esordi
Il gruppo nasce dalle ceneri dei Suonatori da Taverna e Grand Hotel, band grossetana nata nel 2002 dove hanno mosso i primi passi Luca Pirozzi (chitarra e voce) e Luca Giacomelli (chitarra). La formazione prevedeva la presenza di Antonio D'Ambrosio alla batteria, Benny Baiano al basso, Nicola Draoli alle tastiere, Alessandro Golini al violino e del produttore artistico e paroliere Antonio Sangiuliano.
Il gruppo si scioglie nel 2005 per riformarsi nel 2009: la nuova formazione, che prende il nome di Musica da Ripostiglio, vede la riconferma di Pirozzi e Giacomelli, e l'ingresso di Raffaele Toninelli al contrabbasso e Aldo Milani al sassofono.

### Prime pubblicazioni
Nel 2009 esce l'album omonimo Musica da ripostiglio, prodotto da Alessandro Finazzo (chitarrista della Bandabardò) per l'etichetta discografica Mojito Records. Il secondo album in studio, dal titolo Gli artisti, è pubblicato nel 2012 dall'etichetta Firstline e anticipato dal singolo omonimo.
Nel 2014 esce Dal vivo, disco live autoprodotto e registrato nel novembre 2012 al teatro dei Concordi di Roccastrada.

### Il teatro e i nuovi album
A partire dal 2013 il gruppo ha iniziato un'intensa e duratura collaborazione artistica con registi e attori del panorama italiano. Dal 2013 al 2016 sono il gruppo stabile dello spettacolo teatrale Servo per due, per la regia di Pierfrancesco Favino e Paolo Sassanelli. Nella primavera del 2014 collaborano con alcuni elementi della compagnia di repertorio Danny Rose, dando vita allo spettacolo La leggenda del favoloso Django Reinhardt, e registrano l'album Signori... chi è di scena!, contenente brani composti in occasione delle tournée in teatro e pubblicato l'anno successivo.
Nell'autunno del 2015 si esibiscono a teatro con Signori in carrozza, insieme a Giovanni Esposito, Ernesto Lama e Margherita Vicario, mentre nell'estate successiva si occupano delle musiche per le letture sceniche di Una favola di Campania, per la regia di Fabrizio Arcuri, collaborando con Claudio Santamaria, Vincenzo Salemme, Giuliana De Sio, Leo Gullotta, Isabella Ferrari, Giuseppe Battiston. Nel 2017 sono la resident band dello spettacolo A ruota libera, regia di Giovanni Veronesi, con Sergio Rubini, Rocco Papaleo, Alessandro Haber. Lo stesso anno il gruppo prende parte alla quarta edizione del programma televisivo Tú sí que vales su Canale 5 e pubblica l'album dal vivo Live in Capalbio 3.0, in super HD, edito dalla VDM Records, che è selezionato per i Grammy Awards 2018, senza tuttavia rientrare nella shortlist delle nomination.
Nel 2018 sono in scena con Napule è... n'ata storia, spettacolo musicale grazie al quale, insieme a Mariangela D'Abbraccio, rivisitano i classici di Pino Daniele. Dal 2019 al 2020 inizia la collaborazione milanese con il Teatro Menotti e il regista Emilio Russo, che darà vita agli spettacoli Trattoria Menotti, e Far finta di essere sani, con Andrea Mirò. Sempre nel 2019 esce l'album in studio Zan zarà, edito da Irma Records e preceduto dal singolo Il dente delinquente.
Dal 2021 sono in scena con Ristrutturazione, per la regia di Sergio Rubini, e prendono parte al film Tutti per 1 - 1 per tutti di Giovanni Veronesi.

## Formazione
- Luca Pirozzi – voce, chitarra, banjo
- Luca Giacomelli – chitarra
- Raffaele Toninelli – contrabbasso
- Emanuele Pellegrini – batteria, percussioni

### Ex componenti
- Aldo Milani – sassofono
- Alessandro Golini – violino
- Luca Necciari – contrabbasso

## Discografia

### Album in studio
- 2009 – Musica da ripostiglio
- 2012 – Gli artisti
- 2015 – Signori... chi è di scena!
- 2019 – Zan zarà

### Album dal vivo
- 2014 – Dal vivo
- 2017 – Live in Capalbio 3.0

### Colonne sonore
- 2019 – Due piccoli italiani (con Giorgio Giampà e Gyda Valtysdottir)

### Singoli
- 2012 – Gli artisti
- 2019 – Il dente delinquente

## Filmografia
- Due piccoli italiani, regia di Paolo Sassanelli (2018)
- Tutti per 1 - 1 per tutti, regia di Giovanni Veronesi (2021)

## Programmi TV
- Edicola Fiore (2016)
- Tú sí que vales (2017)
- Maledetti amici miei (2019)

## Teatro
- Servo per due, regia di Pierfrancesco Favino e Paolo Sassanelli (2013)
- La leggenda del favoloso Django Reinhardt, regia di Paolo Sassanelli (2014)
- Signori in carrozza, regia di Paolo Sassanelli (2015)
- Una favola di Campania, regia di Fabrizio Arcuri (2016)
- A ruota libera, regia di Giovanni Veronesi (2017)
- Napule è n'ata storia, regia di Consuelo Barilari (2018)
- Trattoria Menotti, regia di Emilio Russo (2019)
- Far finta di essere sani, regia di Emilio Russo (2020)
- Ristrutturazione, regia di Sergio Rubini (2021)